# 潘达微
潘达微（1881年1月15日—1929年8月27日），又名心微，字铁苍，号景吾、影吾等，中国广东番禺县鹿步司（今广州市天河区棠下街道）人，同盟会会员，知名书画家、摄影家、记者。

## 早年
1881年1月15日，潘达微出生于广东番禺县。潘家是官宦世家，潘达微的父亲潘文卿曾任清廷一品武官。家境的宽裕使潘达微自幼便接受良好的教育，他曾师从清末知名画家吴英萼学习国画，这使得他的国画具有专业水准。但幼年的潘达微一直体弱多病，他的父亲也因此放弃令他习武的念头，改令其学习经商。巧合的是，潘达微也因为他的体弱多病，在求医问药的過程中，机缘巧合的结识了孙中山，从此改变了他的一生。

## 投身革命
1893年，潘达微在求医问药之中，机缘巧合的结识了孙中山。在孙中山的影响下，潘达微开始萌发革命的信念。1895年，潘达微正式追随孙中山进行革命，但遭到父亲和家人的强烈反对。为此，潘达微和他的妻子陈伟庄离家出走，租住于广州河南龙导尾。1899年，潘达微加入同盟会的前身兴中会。1909年，潘达微成为了同盟会广州分会的负责人。
为了宣传革命，潘达微和陈垣、高剑父、陈树人等人在1905年8月，以赞育善社之名义，于广州创办《拒约画报》（后改名《时事画报》）。1908年，迁往香港。1910年，被迫停刊。

## 黄花岗起义
1911年，潘达微积极参与黄花岗起义的准备工作。起义失败后，潘达微冒着暴露身份的危险，以记者的身份四处奔走陈情，更不惜典屋购地，收殓烈士遗骸。在太史江孔殷的帮助下，觅得坟地，将烈士遗骸葬于黄花岗（当时叫红花岗）。
中华民国成立（1912年）以后，潘达微公开呼吁公祭黄花岗起义烈士及修建黄花岗七十二烈士墓园。是年5月15日，广州各界群众首次公祭黄花岗起义烈士，公祭仪式由孙中山主持。

## 革命后

### 逃至香港
1913年，袁世凯当局大肆抓捕革命党人，潘达微也在被通缉之列。潘达微被迫逃至香港，受聘于南洋兄弟烟草公司。
1918年，黄花岗七十二烈士墓园动工，潘达微亲自主持修建；墓园历时三年而成。

### 晚年生活

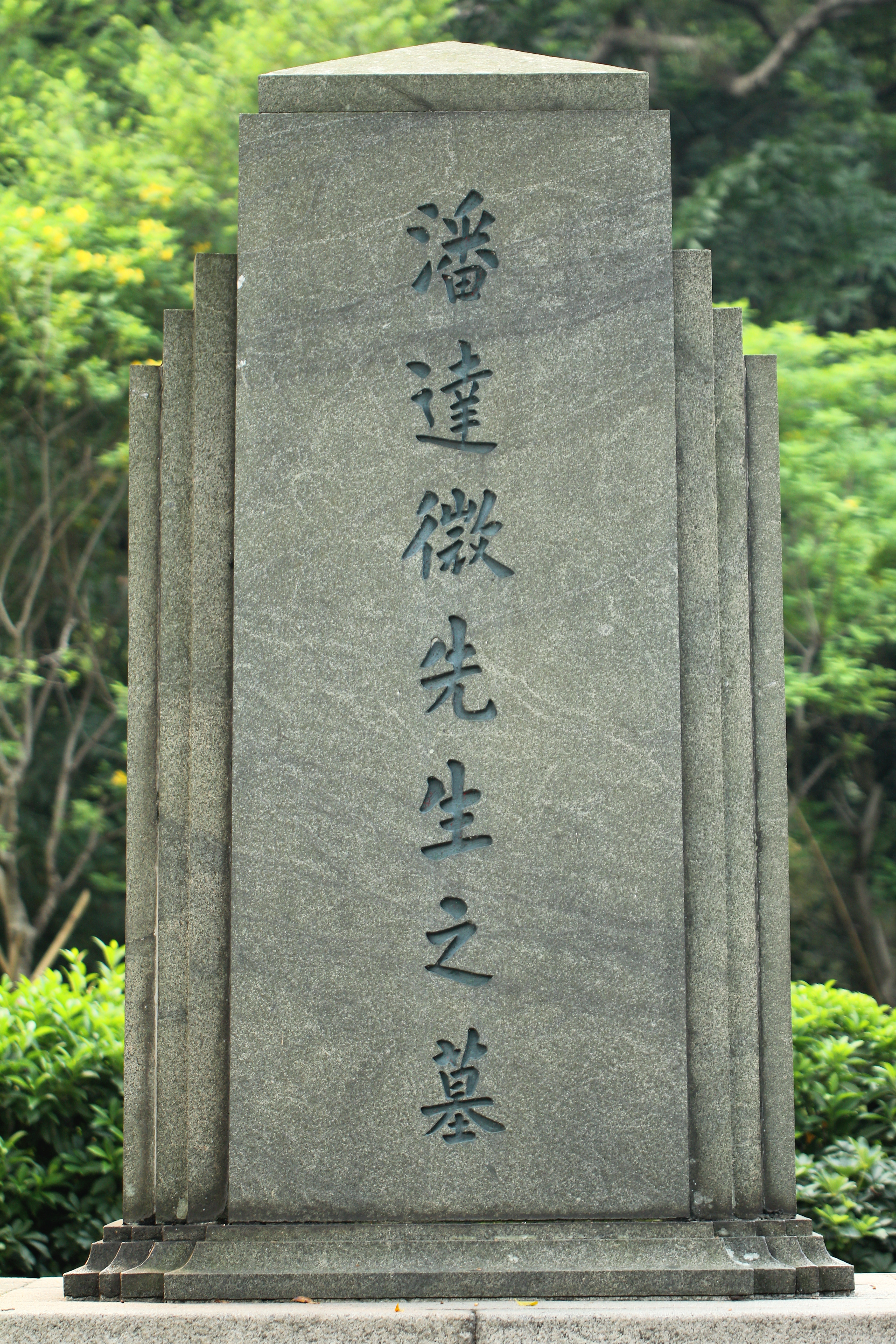
潘达微之墓，位于广州黄花岗

1921年，潘达微正式皈依佛门。在此后的岁月里，他潜心于佛学、摄影和国画，在这些领域都取得了一定的成就。他参与了冷庐影社的创建，也加入了广东国画研究会。

### 逝世
1929年8月27日，潘达微因病于香港逝世，享年48岁。

## 后世影响
潘达微病逝以后，许多知名人士和社会团体都送去挽联或花圈以示哀悼。同年9月20日，南京国民政府国务会议通令褒扬潘达微。但当时的广东革命纪念会以“黄花岗处于界内，禁止附葬，经非先帅令布告，难以照办”的理由，拒绝将潘达微的遗体安葬在黄花岗，只允许将他的遗体安葬在旧模范监狱附近。1930年8月4日，潘达微的灵柩运抵广州，安葬于旧模范监狱附近。
1951年8月20日，广东省人民政府将潘达微的遗骸迁葬黄花岗。